# فهرست مناطق شهری سوئد
جمعیت شهرهای بالای ۵۰۰۰ نفر در کشور سوئد
| شهر              | ناحیه شهری | جمعیت   | مساحت    | تراکم   | کد   |
| کلان‌شهر استکهلم  | ناحیه شهری استکهلم ناحیه شهری هودینیه ناحیه شهری یرفلا ناحیه شهری سولنا ناحیه شهری بوتشیرکا ناحیه شهری هانینیه ناحیه شهری تیرسو ناحیه شهری ساندبیبریه ناحیه شهری نکه ناحیه شهری داندرید | ۱۲۵۲۰۲۰ | ۳۷۷۲۹٫۸۲ | ۳۳۱۸٫۳۸ | ۳۳۶  |
| کلان‌شهر گوتنبرگ  | ناحیه شهری گوتنبرگ ناحیه شهری مولندال ناحیه شهری پارتیلله ناحیه شهری هریدا | ۵۱۰۴۹۱  | ۱۹۸۱۵٫۵۵ | ۲۵۷۶٫۲۱ | ۴۳۶۸ |
| ملمو کلان‌شهر     | ناحیه شهری ملمو ناحیه شهری بورلو | ۲۵۸۰۲۰  | ۷۱۷۵٫۵۵  | ۳۵۹۵٫۸۲ | ۳۶۰۴ |
| اوپسالا          | ناحیه شهری اوپسالا | ۱۲۸۴۰۹  | ۴۷۸۶٫۱۵  | ۲۶۸۲٫۹۳ | ۶۵۶  |
| وسته‌روآس         | ناحیه شهری وسته‌روآس | ۱۰۷۰۰۵  | ۵۱۷۳٫۲۴  | ۲۰۶۸٫۴۳ | ۶۳۷۶ |
| اوربرو           | ناحیه شهری اوربرو | ۹۸۲۳۷   | ۴۲۹۶٫۳۱  | ۲۲۸۶٫۵۴ | ۶۱۸۸ |
| لینشوپینگ        | ناحیه شهری لینشوپینگ | ۹۷۴۲۸   | ۴۲۰۱٫۱۸  | ۲۳۱۹٫۰۶ | ۱۱۵۲ |
| هلسینگبورگ       | ناحیه شهری هلسینبوی | ۹۱۴۵۷   | ۳۷۶۲٫۷۳  | ۲۴۳۰٫۶  | ۳۴۵۲ |
| یونشوپینگ        | ناحیه شهری یونشوپینگ | ۸۴۴۲۳   | ۴۴۳۲٫۶۷  | ۱۹۰۴٫۵۶ | ۱۵۴۴ |
| نوشوپینگ         | ناحیه شهری نوشوپینگ | ۸۳۵۶۱   | ۳۴۷۷٫۹۴  | ۲۴۰۲٫۶  | ۱۱۹۲ |
| لوند             | ناحیه شهری لوند | ۷۶۱۸۸   | ۲۴۹۹٫۱   | ۳۰۴۸٫۶۲ | ۳۵۸۴ |
| اومئا            | ناحیه شهری اومئا | ۷۵۶۴۵   | ۳۳۴۵٫۶۲  | ۲۲۶۱٫۰۲ | ۸۳۷۲ |
| یوله             | ناحیه شهری یوله | ۶۸۷۰۰   | ۴۱۷۹٫۳۶  | ۱۶۴۳٫۷۹ | ۷۰۷۶ |
| بوروآس           | ناحیه شهری بوروآس | ۶۳۴۴۱   | ۲۹۶۱٫۲۳  | ۲۱۴۲٫۳۹ | ۴۷۵۲ |
| سودتلیا          | ناحیه شهری سودتلیا | ۶۰۲۷۹   | ۲۵۲۹٫۴۵  | ۲۳۸۳٫۰۹ | ۳۵۶  |
| اسکیلستونا       | ناحیه شهری اسکیلستونا | ۶۰۱۸۵   | ۲۹۷۵٫۲   | ۲۰۲۲٫۸۹ | ۷۴۰  |
| تبه              | ناحیه شهری تبه ناحیه شهری داندرید ناحیه شهری سولنتونا | ۵۸۵۹۳   | ۲۵۸۲٫۴   | ۲۲۶۸٫۹۴ | ۲۸۸  |
| کارلشته          | ناحیه شهری کارلشته | ۵۸۵۴۴   | ۲۹۹۲٫۴۳  | ۱۹۵۶٫۴  | ۵۷۰۴ |
| هلمسته           | ناحیه شهری هلمسته | ۵۵۶۸۸   | ۳۳۰۰٫۹۳  | ۱۶۸۷٫۰۴ | ۳۹۶۰ |
| وکفو             | ناحیه شهری وکفو | ۵۵۶۰۰   | ۲۹۲۸٫۶۲  | ۱۸۹۸٫۵۱ | ۲۰۲۴ |
| ساندسول          | ناحیه شهری ساندسول | ۴۹۳۳۹   | ۲۷۳۸٫۹۱  | ۱۸۰۱٫۴۱ | ۷۶۸۸ |
| لولئا            | ناحیه شهری لولئا | ۴۵۴۶۷   | ۲۸۸۰٫۷۷  | ۱۵۷۸٫۲۹ | ۸۷۲۴ |
| ترولتتان         | ناحیه شهری ترولتتان | ۴۴۴۹۸   | ۲۳۸۰٫۳۳  | ۱۸۶۹٫۴  | ۵۰۸۴ |
| اوستشوند         | ناحیه شهری اوستشوند ناحیه شهری کروکوم | ۴۳۷۹۶   | ۲۶۸۳٫۶۷  | ۱۶۳۱٫۹۴ | ۸۰۴۴ |
| بورلنیه          | ناحیه شهری بورلنیه | ۳۹۴۲۲   | ۳۴۱۲٫۵۲  | ۱۱۵۵٫۲۲ | ۶۴۴۴ |
| فالون            | ناحیه شهری فالون | ۳۶۴۴۷   | ۲۶۴۰٫۲۵  | ۱۳۸۰٫۴۴ | ۶۵۰۴ |
| اوپلندز وزبه     | ناحیه شهری اوپلندز وزبه ناحیه شهری سولنتونا | ۳۵۹۷۷   | ۱۴۰۱٫۸   | ۲۵۶۶٫۴۹ | ۳۸۴  |
| تومبا (سوئد)     | ناحیه شهری بوتشیرکا ناحیه شهری سلم | ۳۵۳۱۱   | ۱۷۲۷٫۷۹  | ۲۰۴۳٫۷۱ | ۳۷۲  |
| کلمر (سوئد)      | ناحیه شهری کلمر (سوئد) | ۳۵۱۷۰   | ۱۸۸۵٫۰۷  | ۱۸۶۵٫۷۱ | ۲۲۸۰ |
| کوده             | ناحیه شهری کوده | ۳۳۱۱۹   | ۱۹۷۸٫۱۵  | ۱۶۷۴٫۲۴ | ۵۴۲۸ |
| کریتمسته         | ناحیه شهری کریتمسته | ۳۳۰۸۳   | ۱۷۶۶٫۷۷  | ۱۸۷۲٫۵۱ | ۲۹۸۰ |
| کلسکرونا         | ناحیه شهری کلسکرونا | ۳۲۶۰۶   | ۲۱۳۶٫۰۹  | ۱۵۲۶٫۴۳ | ۲۶۸۰ |
| کخلفتئا          | ناحیه شهری کخلفتئا | ۳۲۴۲۵   | ۲۱۷۰٫۴۴  | ۱۴۹۳٫۹۴ | ۸۳۱۲ |
| اودولا           | ناحیه شهری اودولا | ۳۰۵۱۳   | ۱۶۹۱٫۸۱  | ۱۸۰۳٫۵۷ | ۴۶۰۸ |
| لیندنیو          | ناحیه شهری لیندنیو | ۳۰۳۵۷   | ۱۲۵۴٫۱۴  | ۲۴۲۰٫۵۴ | ۲۲۸  |
| موتلا            | ناحیه شهری موتلا | ۲۹۷۹۸   | ۱۹۱۷٫۵۲  | ۱۵۵۳٫۹۹ | ۱۱۸۸ |
| لنسکرونا         | ناحیه شهری لنسکرونا | ۲۸۶۷۰   | ۱۲۱۷٫۹۹  | ۲۳۵۳٫۸۸ | ۳۵۶۰ |
| اونخلمسدیک       | ناحیه شهری اونخلمسدیک | ۲۸۶۱۷   | ۲۳۹۶٫۸۳  | ۱۱۹۳٫۹۵ | ۷۷۴۴ |
| نیشوپینگ         | ناحیه شهری نیشوپینگ | ۲۷۷۲۰   | ۱۲۳۰٫۵۲  | ۲۲۵۲٫۷۱ | ۸۱۲  |
| کلسکوگا          | ناحیه شهری کلسکوگا | ۲۷۵۰۰   | ۲۷۳۹٫۵۹  | ۱۰۰۳٫۸  | ۶۰۰۸ |
| اوکشبقیا         | ناحیه شهری اوستروکر | ۲۶۷۲۷   | ۱۶۱۶٫۹۲  | ۱۶۵۲٫۹۶ | ۴۰۸  |
| ولنتونا          | ناحیه شهری ولنتونا ناحیه شهری تبه | ۲۶۵۰۰   | ۱۳۵۶٫۹۵  | ۱۹۵۲٫۹۱ | ۳۸۸  |
| واربره           | ناحیه شهری واربره | ۲۶۰۴۱   | ۱۳۱۵٫۵۴  | ۱۹۷۹٫۴۹ | ۴۱۵۶ |
| ترلبوریه         | ناحیه شهری ترلبوریه | ۲۵۶۴۳   | ۱۱۲۱٫۵۵  | ۲۲۸۶٫۳۹ | ۳۷۵۲ |
| لیدشوپینگ        | ناحیه شهری لیدشوپینگ | ۲۴۹۴۱   | ۱۴۹۴٫۵   | ۱۶۶۸٫۸۵ | ۵۳۵۲ |
| الینساوس         | ناحیه شهری الینساوس | ۲۲۹۱۹   | ۱۱۶۸٫۱۲  | ۱۹۶۲٫۰۴ | ۴۷۰۰ |
| پیته‌آ            | ناحیه شهری پیته‌آ | ۲۲۶۵۰   | ۲۴۸۷٫۰۲  | ۹۱۰٫۷۳  | ۸۷۹۲ |
| ساندویکن         | ناحیه شهری ساندویکن | ۲۲۵۷۴   | ۱۵۴۵٫۷   | ۱۴۶۰٫۴۴ | ۷۲۷۲ |
| ماشتا            | ناحیه شهری سیگتونا | ۲۲۵۴۸   | ۷۳۰٫۹۱   | ۳۰۸۴٫۹۲ | ۲۴۰  |
| انگلهولم         | ناحیه شهری انگلهولم | ۲۲۵۳۲   | ۱۲۶۵٫۰۷  | ۱۷۸۱٫۰۹ | ۳۱۹۶ |
| ویزبه            | ناحیه شهری گوتلند | ۲۲۲۳۶   | ۱۲۰۷٫۷۵  | ۱۸۴۱٫۱۱ | ۲۵۵۲ |
| بوئو             | ناحیه شهری نکه | ۲۱۷۷۶   | ۱۶۳۳٫۳۲  | ۱۳۳۳٫۲۴ | ۱۰۴  |
| ونشبوی           | ناحیه شهری ونشبوی | ۲۱۶۷۲   | ۱۱۵۷٫۰۹  | ۱۸۷۲٫۹۷ | ۵۱۳۲ |
| کاترینهولم       | ناحیه شهری کاترینهولم | ۲۱۳۸۶   | ۱۱۰۸٫۷۲  | ۱۹۲۸٫۸۹ | ۷۸۴  |
| کونلو            | ناحیه شهری کونلو | ۲۱۱۳۹   | ۱۰۹۶٫۱۷  | ۱۹۲۸٫۴۴ | ۴۴۵۲ |
| وستویک           | ناحیه شهری وستویک | ۲۰۶۹۴   | ۱۲۸۷٫۳۲  | ۱۶۰۷٫۵۳ | ۲۴۷۲ |
| انشوپینگ         | ناحیه شهری انشوپینگ | ۲۰۲۰۴   | ۱۰۴۴٫۱۱  | ۱۹۳۵٫۰۵ | ۵۳۲  |
| فلکنبی           | ناحیه شهری فلکنبی | ۱۸۹۷۲   | ۱۴۵۴٫۱   | ۱۳۰۴٫۷۲ | ۳۹۲۰ |
| کالشهمن          | ناحیه شهری کالشهمن | ۱۸۷۶۸   | ۱۳۴۳٫۵۴  | ۱۳۹۶٫۹۱ | ۲۶۷۶ |
| بودن (سوئد)      | ناحیه شهری بودن | ۱۸۶۸۰   | ۱۹۹۶٫۵۴  | ۹۳۵٫۶۲  | ۸۵۴۴ |
| ورنمو            | ناحیه شهری ورنمو | ۱۸۴۶۹   | ۱۱۸۸٫۶۷  | ۱۵۵۳٫۷۵ | ۱۷۳۲ |
| کیرونا           | ناحیه شهری کیرونا | ۱۸۱۵۴   | ۱۵۹۲٫۱۳  | ۱۱۴۰٫۲۳ | ۸۶۷۶ |
| هرنوسند          | ناحیه شهری هرنوسند | ۱۸۰۰۳   | ۱۰۹۰٫۰۲  | ۱۶۵۱٫۶۲ | ۷۵۰۰ |
| کریستینهامن      | ناحیه شهری کریستینهامن | ۱۷۸۳۶   | ۱۳۴۱٫۹۷  | ۱۳۲۹٫۰۹ | ۵۷۲۰ |
| کونگزبککا        | ناحیه شهری کونگزبککا | ۱۷۷۸۴   | ۹۶۴٫۰۷   | ۱۸۴۴٫۶۸ | ۴۰۰۸ |
| هسلهولم          | ناحیه شهری هسلهولم | ۱۷۷۳۰   | ۱۱۷۳٫۸۵  | ۱۵۱۰٫۴۱ | ۲۹۳۶ |
| شوپینگ (سوئد)    | ناحیه شهری شوپینگ | ۱۷۳۵۸   | ۱۱۸۴٫۶   | ۱۴۶۵٫۳  | ۶۲۶۸ |
| ایستد            | ناحیه شهری ایستد | ۱۷۲۸۶   | ۷۹۲٫۱۴   | ۲۱۸۲٫۱۹ | ۳۸۰۸ |
| اوسکرشهم         | ناحیه شهری اوسکرشهم | ۱۷۱۴۳   | ۱۳۰۵٫۷۷  | ۱۳۱۲٫۸۷ | ۲۳۶۰ |
| اسلو (سوئد)      | ناحیه شهری اسلو (سوئد) | ۱۶۵۵۱   | ۸۹۹٫۴۷   | ۱۸۴۰٫۰۸ | ۳۳۹۶ |
| نکخو             | ناحیه شهری نکخو | ۱۶۴۶۳   | ۱۱۴۱٫۰۶  | ۱۴۴۲٫۷۸ | ۱۶۰۸ |
| نورتلیه          | ناحیه شهری نورتلیه | ۱۶۲۶۳   | ۷۴۶٫۰۹   | ۲۱۷۹٫۷۶ | ۲۵۲  |
| فالشوپینگ        | ناحیه شهری فالشوپینگ | ۱۵۸۲۱   | ۸۳۶٫۴۸   | ۱۸۹۱٫۳۸ | ۵۲۳۶ |
| لیروم            | ناحیه شهری لیروم | ۱۵۸۱۹   | ۱۳۹۸     | ۱۱۳۱٫۵۵ | ۴۹۲۰ |
| مریستاد          | ناحیه شهری مریستاد | ۱۵۴۴۸   | ۱۰۹۵٫۵   | ۱۴۱۰٫۱۳ | ۵۳۷۲ |
| هودیکسوال        | ناحیه شهری هودیکسوال | ۱۴۸۵۰   | ۹۷۱٫۲۱   | ۱۵۲۹٫۰۲ | ۷۱۲۰ |
| لئونبه (سوئد)    | ناحیه شهری لئونبه | ۱۴۸۱۰   | ۱۰۸۵٫۱۸  | ۱۳۶۴٫۷۵ | ۱۹۳۶ |
| آوستا (سوئد)     | ناحیه شهری آوستا | ۱۴۷۳۸   | ۱۳۴۴٫۱۴  | ۱۰۹۶٫۴۶ | ۶۴۰۴ |
| شینا             | ناحیه شهری مرک | ۱۴۵۵۵   | ۱۴۱۱٫۴۸  | ۱۰۳۱٫۱۹ | ۴۹۱۲ |
| مولنلیککه        | ناحیه شهری هریدا ناحیه شهری مولندال | ۱۴۴۳۹   | ۷۹۷٫۱۱   | ۱۸۱۱٫۴۲ | ۴۵۲۰ |
| ارویکا           | ناحیه شهری ارویکا | ۱۴۱۸۴   | ۱۰۶۶٫۱۴  | ۱۳۳۰٫۴۱ | ۵۶۰۴ |
| وسترهانینیه      | ناحیه شهری هانینیه | ۱۴۰۶۰   | ۹۱۵٫۸۵   | ۱۵۳۵٫۱۹ | ۴۰۴  |
| لودویکه          | ناحیه شهری لودویکه ناحیه شهری سمدیه‌بکن | ۱۴۰۱۸   | ۱۰۹۲٫۸۶  | ۱۲۸۲٫۶۹ | ۶۶۲۴ |
| تراناوس          | ناحیه شهری تراناوس | ۱۴۰۱۷   | ۱۰۴۸٫۸۱  | ۱۳۳۶٫۴۷ | ۱۷۰۰ |
| ستفنستول         | ناحیه شهری ستفنستول | ۱۳۷۸۳   | ۶۴۰٫۱۲   | ۲۱۵۳٫۱۹ | ۳۶۹۶ |
| هوگانس           | ناحیه شهری هوگانس | ۱۳۵۵۰   | ۸۸۱٫۲۳   | ۱۵۳۷٫۶۲ | ۳۴۸۸ |
| بولستا           | ناحیه شهری هوآبو | ۱۳۴۳۰   | ۱۰۶۰٫۹   | ۱۲۶۵٫۹۱ | ۵۲۰  |
| نینسهم           | ناحیه شهری نینسهم | ۱۳۰۷۹   | ۶۵۲٫۰۸   | ۲۰۰۵٫۷۴ | ۲۶۴  |
| کومله (سوئد)     | ناحیه شهری کومله (سوئد) | ۱۳۰۳۳   | ۷۲۰٫۸۸   | ۱۸۰۷٫۹۳ | ۶۰۲۰ |
| سکوگهل           | ناحیه شهری همئرو | ۱۲۸۱۰   | ۱۰۵۱٫۱۲  | ۱۲۱۸٫۷  | ۵۸۰۴ |
| وتلاندا          | ناحیه شهری وتلاندا | ۱۲۶۹۱   | ۹۸۶٫۸۴   | ۱۲۸۶٫۰۲ | ۱۷۲۴ |
| نیبرو            | ناحیه شهری نیبرو | ۱۲۵۹۸   | ۱۰۶۶٫۸۸  | ۱۱۸۰٫۸۳ | ۲۳۵۲ |
| بولنس            | ناحیه شهری بولنس | ۱۲۴۵۵   | ۱۲۸۳٫۰۲  | ۹۷۰٫۷۶  | ۷۰۳۶ |
| فینسپانگ         | ناحیه شهری فینسپانگ | ۱۲۴۱۵   | ۸۰۰٫۶۲   | ۱۵۵۰٫۶۷ | ۱۰۵۶ |
| استرنگنس         | ناحیه شهری استرنگنس | ۱۲۲۹۶   | ۵۹۱٫۹۲   | ۲۰۷۷٫۳۱ | ۸۶۸  |
| ساله (سوئد)      | ناحیه شهری ساله | ۱۲۰۵۹   | ۱۰۹۵٫۳۳  | ۱۱۰۰٫۹۵ | ۶۳۱۲ |
| سودرهمن          | ناحیه شهری سودرهمن | ۱۲۰۵۶   | ۱۰۳۶٫۱۳  | ۱۱۶۳٫۵۶ | ۷۳۱۶ |
| میونبه           | ناحیه شهری میونبه | ۱۱۹۲۷   | ۸۳۱٫۵۵   | ۱۴۳۴٫۳۱ | ۱۱۸۰ |
| رونیبه           | ناحیه شهری رونیبه | ۱۱۷۶۷   | ۷۶۶٫۳۴   | ۱۵۳۵٫۴۸ | ۲۷۳۲ |
| اونساله          | ناحیه شهری کونگزبککا | ۱۱۳۷۵   | ۱۰۴۳٫۵۷  | ۱۰۹۰٫۰۱ | ۴۰۵۴ |
| سکورا            | ناحیه شهری سکورا | ۱۰۹۶۳   | ۷۴۹٫۰۲   | ۱۴۶۳٫۶۵ | ۵۴۲۰ |
| مورا (سوئد)      | ناحیه شهری موره (سوئد) | ۱۰۹۴۰   | ۱۲۳۴٫۵   | ۸۸۶٫۱۹  | ۶۶۴۸ |
| فگشته            | ناحیه شهری فگشته | ۱۰۸۹۰   | ۹۵۲٫۰۱   | ۱۱۴۳٫۹  | ۶۲۱۲ |
| اوکسه‌لوسوند      | ناحیه شهری اوکسه‌لوسوند | ۱۰۸۴۳   | ۱۱۲۵٫۷۳  | ۹۶۳٫۲   | ۸۲۰  |
| لیندومه          | ناحیه شهری مولندال | ۱۰۶۴۲   | ۷۰۱٫۴۷   | ۱۵۱۷٫۱  | ۴۴۸۸ |
| اربوگا           | ناحیه شهری اربوگا | ۱۰۳۶۹   | ۹۲۵٫۲۵   | ۱۱۲۰٫۶۷ | ۶۲۰۰ |
| اکرو             | ناحیه شهری اکرو | ۱۰۳۲۲   | ۵۲۰٫۸۶   | ۱۹۸۱٫۷۲ | ۱۵۰  |
| هلستوئممر        | ناحیه شهری هلستوئممر | ۱۰۳۰۰   | ۹۵۶٫۵۸   | ۱۰۷۶٫۷۵ | ۶۲۲۴ |
| تیمروآ           | ناحیه شهری تیمروآ | ۱۰۱۹۹   | ۱۱۸۹٫۹۱  | ۸۵۷٫۱۲  | ۷۷۰۴ |
| تورشلاندا        | ناحیه شهری گوتنبرگ | ۱۰۱۲۹   | ۵۶۷٫۲۵   | ۱۷۸۵٫۶۳ | ۴۵۲۴ |
| گیزلوئد (سوئد)   | ناحیه شهری گیزلوئد | ۱۰۰۹۱   | ۶۵۰٫۲۲   | ۱۵۵۱٫۹۴ | ۱۴۸۴ |
| ستنونسوند        | ناحیه شهری ستنونسوند | ۱۰۰۶۷   | ۱۱۱۳٫۷۵  | ۹۰۳٫۸۸  | ۴۵۶۸ |
| هولویکن          | ناحیه شهری ولینیه | ۱۰۰۱۴   | ۶۴۴٫۲۷   | ۱۵۵۴٫۳۲ | ۳۴۹۶ |
| گوستاوزبی، ورمدو | ناحیه شهری ورمدو | ۹۶۸۲    | ۳۹۰٫۶۳   | ۲۴۷۸٫۵۶ | ۱۷۲  |
| اکشو             | ناحیه شهری اکشو | ۹۶۷۶    | ۸۱۵٫۷۶   | ۱۱۸۶٫۱۳ | ۱۴۶۰ |
| بیلدال           | ناحیه شهری کونگزبککا ناحیه شهری گوتنبرگ | ۹۶۰۹    | ۹۲۹٫۶۲   | ۱۰۳۳٫۶۵ | ۴۳۰۰ |
| سودالا           | ناحیه شهری سودالا | ۹۵۹۳    | ۴۶۲٫۵۱   | ۲۰۷۴٫۱۲ | ۳۷۲۴ |
| سویا (سوئد)      | ناحیه شهری اوپسالا | ۹۴۱۴    | ۳۹۱٫۳۹   | ۲۴۰۵٫۲۷ | ۶۳۲  |
| اومول            | ناحیه شهری اومول | ۹۳۸۰    | ۷۵۸٫۰۶   | ۱۲۳۷٫۳۷ | ۵۱۴۰ |
| یوربرو           | ناحیه شهری هانینیه | ۹۳۱۶    | ۴۴۹٫۳۸   | ۲۰۷۳٫۰۸ | ۲۰۰  |
| التا             | ناحیه شهری نکه | ۹۲۷۴    | ۳۲۶٫۹۷   | ۲۸۳۶٫۳۵ | ۴۱۶  |
| اولسهمن          | ناحیه شهری اولسهمن | ۹۲۵۰    | ۶۰۹٫۲۹   | ۱۵۱۸٫۱۶ | ۵۱۰۴ |
| اوکسی            | ناحیه شهری ملمو | ۹۲۲۵    | ۳۲۴٫۷۶   | ۲۸۴۰٫۵۶ | ۳۶۴۰ |
| سفله             | ناحیه شهری سفله | ۹۱۵۶    | ۷۲۸٫۳۲   | ۱۲۵۷٫۱۴ | ۵۸۴۰ |
| نودینیه-نول      | ناحیه شهری اله | ۹۰۷۷    | ۵۶۰٫۰۴   | ۱۶۲۰٫۷۸ | ۴۹۷۶ |
| اوهوس            | ناحیه شهری کریتمسته | ۸۹۸۴    | ۹۴۰٫۵۷   | ۹۵۵٫۱۷  | ۳۱۸۴ |
| سلتشوبدن         | ناحیه شهری نکه | ۸۹۳۷    | ۵۳۹٫۳    | ۱۶۵۷٫۱۵ | ۲۹۶  |
| لوما             | ناحیه شهری لوما | ۸۸۲۰    | ۴۱۹٫۶۲   | ۲۱۰۱٫۹  | ۳۵۷۶ |
| لیندسبی          | ناحیه شهری لیندسبی | ۸۷۵۲    | ۷۸۵٫۳۴   | ۱۱۱۴٫۴۲ | ۶۰۴۰ |
| بیرئد            | ناحیه شهری لوما | ۸۶۶۳    | ۴۳۹٫۴۲   | ۱۹۷۱٫۴۶ | ۳۳۵۶ |
| لیکسیله          | ناحیه شهری لیکسیله | ۸۵۹۷    | ۸۵۸٫۱۳   | ۱۰۰۱٫۸۳ | ۸۲۳۲ |
| شولینیه          | ناحیه شهری شولینیه | ۸۵۵۰    | ۴۵۶٫۱۶   | ۱۸۷۴٫۳۴ | ۳۵۵۲ |
| سولفتئو          | ناحیه شهری سولفتئو | ۸۵۳۰    | ۹۴۰٫۹۸   | ۹۰۶٫۵   | ۷۶۶۰ |
| المهولت          | ناحیه شهری المهولت | ۸۵۱۸    | ۸۴۳٫۱۶   | ۱۰۱۰٫۲۵ | ۲۰۴۸ |
| اوستولپ          | ناحیه شهری اوستولپ ناحیه شهری انگلهولم | ۸۵۱۴    | ۶۵۷٫۸۲   | ۱۲۹۴٫۲۸ | ۳۱۹۲ |
| یالیوره          | ناحیه شهری یالیوره | ۸۴۸۰    | ۷۴۷٫۸۹   | ۱۱۳۳٫۸۶ | ۸۵۹۶ |
| برویک (سوئد)     | ناحیه شهری لیندنیو | ۸۰۲۴    | ۳۹۷٫۸    | ۲۰۱۷٫۰۹ | ۱۰۸  |
| تبرو             | ناحیه شهری تبرو | ۸۰۰۵    | ۷۲۵٫۱۶   | ۱۱۰۳٫۸۹ | ۵۴۵۶ |
| فلودا، لیروم     | ناحیه شهری لیروم | ۷۹۸۱    | ۵۸۸٫۵۱   | ۱۳۵۶٫۱۴ | ۴۸۰۴ |
| تدهولم           | ناحیه شهری تدهولم | ۷۹۲۰    | ۵۶۶٫۸    | ۱۳۹۷٫۳۲ | ۵۴۶۰ |
| سولوسبوره        | ناحیه شهری سولوسبوره | ۷۸۸۳    | ۵۷۰٫۸۳   | ۱۳۸۰٫۹۷ | ۲۷۵۲ |
| ویمربه           | ناحیه شهری ویمربه | ۷۸۲۷    | ۶۸۲٫۴۱   | ۱۱۴۶٫۹۶ | ۲۴۶۰ |
| شیل، ورملند      | ناحیه شهری شیل | ۷۸۲۶    | ۶۶۷٫۷۳   | ۱۱۷۲٫۰۳ | ۵۷۰۸ |
| کلیپان (سوئد)    | ناحیه شهری کلیپان | ۷۷۷۸    | ۵۰۶٫۵۸   | ۱۵۳۵٫۳۹ | ۲۹۶۴ |
| الوستا           | ناحیه شهری الوستا | ۷۶۴۷    | ۶۰۷٫۹۱   | ۱۲۵۷٫۹۲ | ۱۸۰۸ |
| تورشهلا          | ناحیه شهری اسکیلستونا | ۷۶۱۴    | ۵۵۶٫۱۴   | ۱۳۶۹٫۰۸ | ۸۸۰  |
| لیسشیل           | ناحیه شهری لیسشیل | ۷۵۶۸    | ۳۶۲٫۵۴   | ۲۰۸۷٫۴۹ | ۴۴۹۶ |
| بروموللا         | ناحیه شهری بروموللا | ۷۴۲۸    | ۵۴۰٫۷۱   | ۱۳۷۳٫۷۵ | ۲۸۳۲ |
| دگرفوش           | ناحیه شهری دگرفوش | ۷۴۱۸    | ۷۰۵٫۸۵   | ۱۰۵۰٫۹۳ | ۵۹۱۶ |
| اولوفستروم       | ناحیه شهری اولوفستروم | ۷۳۸۲    | ۷۰۳٫۳    | ۱۰۴۹٫۶۲ | ۲۷۲۰ |
| هوئور            | ناحیه شهری هوئور | ۷۳۷۹    | ۶۰۰٫۱۵   | ۱۲۲۹٫۵۳ | ۳۵۰۴ |
| کانگسنین         | ناحیه شهری اوپلندز-برو | ۷۳۶۷    | ۲۸۹٫۳۸   | ۲۵۴۵٫۷۹ | ۲۲۰  |
| کلیکس            | ناحیه شهری کلیکس | ۷۳۱۲    | ۷۳۷٫۲    | ۹۹۱٫۸۶  | ۸۶۵۶ |
| هده‌مورا          | ناحیه شهری هده‌مورا | ۷۲۷۹    | ۶۰۸٫۴۲   | ۱۱۹۶٫۳۸ | ۶۵۷۲ |
| سیگتونا          | ناحیه شهری سیگتونا | ۷۲۰۴    | ۳۹۵٫۰۵   | ۱۸۲۳٫۵۷ | ۳۰۰  |
| هلزبریه          | ناحیه شهری هلزبریه ناحیه شهری کومله | ۷۱۲۲    | ۷۹۴٫۱۶   | ۸۹۶٫۸   | ۵۹۶۴ |
| هوفوش            | ناحیه شهری هوفوش | ۷۰۲۱    | ۷۰۷٫۶۲   | ۹۹۲٫۲   | ۷۱۱۲ |
| سکروپ            | ناحیه شهری سکروپ | ۶۹۷۸    | ۴۴۷٫۷۷   | ۱۵۵۸٫۳۹ | ۳۶۸۴ |
| سودرشوپینگ       | ناحیه شهری سودرشوپینگ | ۶۹۵۱    | ۳۹۶٫۵۱   | ۱۷۵۳٫۰۵ | ۱۲۸۴ |
| اوزبه            | ناحیه شهری اوزبه | ۶۹۴۷    | ۸۲۰٫۷۴   | ۸۴۶٫۴۳  | ۳۰۳۲ |
| اوتویدبریه       | ناحیه شهری اوتویدبریه | ۶۹۴۷    | ۵۴۴٫۸۶   | ۱۲۷۵٫۰۱ | ۱۳۲۸ |
| والبو            | ناحیه شهری یوله | ۶۹۱۱    | ۸۱۴٫۳۴   | ۸۴۸٫۶۶  | ۷۳۴۴ |
| کنیوستا          | ناحیه شهری کنیوستا | ۶۸۹۸    | ۴۲۲٫۳۵   | ۱۶۳۳٫۲۴ | ۵۷۶  |
| بونکفلوسترند     | ناحیه شهری ملمو | ۶۸۷۴    | ۲۸۰٫۹۳   | ۲۴۴۶٫۸۷ | ۳۳۷۲ |
| فیسکسئترا        | ناحیه شهری نکه | ۶۸۶۴    | ۱۰۲٫۲۶   | ۶۷۱۲٫۳  | ۱۵۶  |
| سکانر مد فلستربو | ناحیه شهری ولینیه | ۶۸۶۱    | ۵۴۲٫۱۷   | ۱۲۶۵٫۴۷ | ۳۶۷۲ |
| کاله‌رد           | ناحیه شهری مولندال | ۶۷۸۴    | ۴۵۸٫۸۹   | ۱۴۷۸٫۳۵ | ۴۴۷۲ |
| لندوتتر          | ناحیه شهری هریدا | ۶۶۸۰    | ۵۴۲٫۷۹   | ۱۲۳۰٫۶۸ | ۴۴۸۴ |
| هوربه            | ناحیه شهری هوربه | ۶۶۵۱    | ۴۰۷٫۶۸   | ۱۶۳۱٫۴۳ | ۳۵۰۰ |
| سیمیریسهمن       | ناحیه شهری سیمیریسهمن | ۶۵۴۶    | ۴۴۷٫۹۱   | ۱۴۶۱٫۴۵ | ۳۰۶۰ |
| یونزبرو          | ناحیه شهری لینشوپینگ | ۶۵۱۰    | ۴۱۳٫۰۲   | ۱۵۷۶٫۱۹ | ۱۱۶۰ |
| بانکرید          | ناحیه شهری یونشوپینگ | ۶۴۹۸    | ۴۱۶٫۳۲   | ۱۵۶۰٫۸۲ | ۱۴۱۲ |
| نورا (سوئد)      | ناحیه شهری نورا | ۶۴۹۶    | ۶۴۶٫۲۹   | ۱۰۰۵٫۱۲ | ۶۰۶۰ |
| کخبو             | ناحیه شهری کخبو | ۶۳۶۴    | ۵۰۴٫۹۶   | ۱۲۶۰٫۳  | ۳۶۶۴ |
| برو (سوئد)       | ناحیه شهری اوپلندز-برو | ۶۳۵۹    | ۲۶۱٫۳۳   | ۲۴۳۳٫۳۲ | ۱۱۲  |
| فوخشهاگه         | ناحیه شهری فوخشهاگه | ۶۳۵۵    | ۵۰۳٫۴۳   | ۱۲۶۲٫۳۴ | ۵۶۶۴ |
| بیوو (سوئد)      | ناحیه شهری بیوو (سوئد) | ۶۳۴۸    | ۵۳۶٫۱    | ۱۱۸۴٫۱۱ | ۳۳۵۲ |
| یرنه، سودتلیا    | ناحیه شهری سودتلیا | ۶۲۸۴    | ۳۹۰٫۳۸   | ۱۶۰۹٫۷۱ | ۲۰۴  |
| سورهمر           | ناحیه شهری سورهمر | ۶۲۷۶    | ۵۵۰٫۲۹   | ۱۱۴۰٫۴۹ | ۶۳۳۲ |
| هابو             | ناحیه شهری هابو | ۶۲۴۴    | ۴۲۶٫۷۱   | ۱۴۶۳٫۲۹ | ۵۲۸۴ |
| کرامفوش          | ناحیه شهری کرامفوش | ۶۲۳۵    | ۷۳۷٫۸۴   | ۸۴۵٫۰۳  | ۷۵۲۴ |
| توملیلا          | ناحیه شهری توملیلا | ۶۲۰۴    | ۵۵۰٫۶۳   | ۱۱۲۶٫۷۱ | ۳۱۱۲ |
| فیلیپستاد        | ناحیه شهری فیلیپستاد | ۶۱۷۷    | ۶۵۴٫۰۵   | ۹۴۴٫۴۲  | ۵۶۶۰ |
| سکوچخوآره        | ناحیه شهری الوکلیبه ناحیه شهری یوله | ۶۱۳۶    | ۷۲۶٫۹۸   | ۸۴۴٫۰۴  | ۶۱۶  |
| ولینیه           | ناحیه شهری ولینیه | ۶۱۱۵    | ۳۰۵٫۶۷   | ۲۰۰۰٫۵۲ | ۳۷۸۰ |
| فلن              | ناحیه شهری فلن | ۶۱۱۴    | ۴۴۶٫۰۳   | ۱۳۷۰٫۷۶ | ۷۴۴  |
| سترومستد         | ناحیه شهری سترومستد | ۶۱۱۰    | ۳۲۸٫۱۵   | ۱۸۶۱٫۹۵ | ۴۵۸۴ |
| یوسدال           | ناحیه شهری یوسدال | ۶۱۰۰    | ۵۳۰٫۲۷   | ۱۱۵۰٫۳۶ | ۷۱۸۴ |
| ستورورتا         | ناحیه شهری اوپسالا | ۶۰۸۳    | ۲۸۶٫۵۷   | ۲۱۲۲٫۶۹ | ۶۲۸  |
| یوا              | ناحیه شهری یوا | ۶۰۷۵    | ۴۴۶٫۰۴   | ۱۳۶۱٫۹۹ | ۵۲۹۶ |
| نیکوارن          | ناحیه شهری نیکوارن | ۶۰۳۲    | ۴۳۳٫۱۸   | ۱۳۹۲٫۴۹ | ۲۶۰  |
| ملمبقیت          | ناحیه شهری یالیوره | ۶۰۱۷    | ۷۴۴٫۶۴   | ۸۰۸٫۰۴  | ۸۷۳۲ |
| سودرا سندبه      | ناحیه شهری لوند | ۵۹۴۱    | ۳۵۰٫۴۹   | ۱۶۹۵٫۰۶ | ۳۷۳۲ |
| لکسند            | ناحیه شهری لکسند | ۵۸۶۱    | ۷۷۴٫۸    | ۷۵۶٫۴۵  | ۶۶۰۸ |
| لهولم            | ناحیه شهری لهولم | ۵۸۳۵    | ۴۱۲٫۰۴   | ۱۴۱۶٫۱۲ | ۴۰۲۸ |
| سورته            | ناحیه شهری اله | ۵۷۴۰    | ۳۶۴٫۴۲   | ۱۵۷۵٫۱۱ | ۵۰۵۶ |
| وستئنا           | ناحیه شهری وستئنا | ۵۶۱۲    | ۳۳۹٫۴۶   | ۱۶۵۳٫۲۱ | ۱۳۰۰ |
| کونگزور          | ناحیه شهری کونگزور | ۵۶۱۰    | ۴۶۴٫۷۶   | ۱۲۰۷٫۰۷ | ۶۲۵۶ |
| لودکوپینیه       | ناحیه شهری شولینیه | ۵۵۸۲    | ۳۴۴٫۶۲   | ۱۶۱۹٫۷۶ | ۳۵۹۲ |
| لیندسدال         | ناحیه شهری کلمر | ۵۵۲۰    | ۳۶۰٫۷۵   | ۱۵۳۰٫۱۵ | ۲۳۰۰ |
| دالبی، لوند      | ناحیه شهری لوند | ۵۵۱۷    | ۳۱۸٫۷۵   | ۱۷۳۰٫۸۲ | ۳۳۸۰ |
| مولخو            | ناحیه شهری مولخو | ۵۵۰۸    | ۴۹۶٫۲۲   | ۱۱۰۹٫۹۹ | ۵۳۸۰ |
| هولمسوند         | ناحیه شهری اومئا | ۵۴۸۲    | ۵۴۸٫۳۵   | ۹۹۹٫۷۳  | ۸۲۰۰ |
| پشتورپ           | ناحیه شهری پشتورپ | ۵۴۶۸    | ۵۳۷٫۷    | ۱۰۱۶٫۹۲ | ۳۰۳۶ |
| هاگفوش           | ناحیه شهری هاگفوش | ۵۴۰۳    | ۶۱۰٫۵    | ۸۸۵٫۰۱  | ۵۶۸۸ |
| اوکرپ            | ناحیه شهری بورلو | ۵۳۹۳    | ۲۳۳٫۴۱   | ۲۳۱۰٫۵۳ | ۳۸۱۲ |
| تیرپ             | ناحیه شهری تیرپ | ۵۳۷۷    | ۴۱۲٫۱۱   | ۱۳۰۴٫۷۵ | ۶۴۰  |
| ملومسلت          | ناحیه شهری لینشوپینگ | ۵۳۵۸    | ۲۶۳٫۷۵   | ۲۰۳۱٫۴۷ | ۱۱۷۲ |
| هولتسفرد         | ناحیه شهری هولتسفرد | ۵۳۰۵    | ۵۹۵٫۳    | ۸۹۱٫۱۵  | ۲۲۶۰ |
| اوقشا            | ناحیه شهری اوقشا | ۵۲۷۸    | ۱۲۵۷٫۰۸  | ۴۱۹٫۸۶  | ۶۶۹۶ |
| گرومز            | ناحیه شهری گرومز | ۵۲۳۱    | ۵۵۰٫۰۵   | ۹۵۱     | ۵۶۷۶ |
| گنستا            | ناحیه شهری گنستا ناحیه شهری سودتلیا | ۵۲۰۸    | ۳۷۷٫۲۷   | ۱۳۸۰٫۴۴ | ۷۵۲  |
| سکاره (سوئد)     | ناحیه شهری کارلشته | ۵۱۷۳    | ۳۸۹٫۳۱   | ۱۳۲۸٫۷۶ | ۵۸۰۸ |
| مالونگ           | ناحیه شهری مالونگ-سلن | ۵۱۴۶    | ۹۴۱٫۶    | ۵۴۶٫۵۲  | ۶۶۳۶ |
| سمدیه‌بکن         | ناحیه شهری سمدیه‌بکن | ۵۱۲۱    | ۶۳۶٫۴۲   | ۸۰۴٫۶۶  | ۶۷۴۴ |
| سوخو (سوئد)      | ناحیه شهری سوخو (سوئد) | ۵۰۶۸    | ۴۴۰٫۶۸   | ۱۱۵۰٫۰۴ | ۱۶۸۸ |